# Schwindegg
Schwindegg es un municipio situado en el distrito de Mühldorf, en el estado federado de Baviera (Alemania), con una población a finales de 2016 de unos 3580 habitantes.
Se encuentra ubicado en la zona centro-este del estado, en la región de Alta Baviera, a poca distancia de la orilla del río Eno —un afluente derecho del Danubio que desemboca en este junto a la ciudad de Passau— y de la frontera con Austria.